# Peluche
Un peluche (galicismo de peluche) es un juguete hecho de tela relleno de algodón, habas, u otros materiales, a menudo con forma de animal. Se utiliza en gran medida como tela para tapiz en la fabricación de muebles, pero también se utiliza para confeccionar ropa, para el mundo del vestir o en la sombrerería, aunque uno de los mayores usos de este tejido está en la producción de juguetes para los niños, existiendo una gran variedad de muñecos de peluche hechos usando este tipo de tejido, sobre todo imitando la forma de distintos tipos de animales, como por ejemplo el oso de peluche, entre otros ejemplos, pero también es uno de los principales materiales para la fabricación de los denominados como juguete de diseñador, un ejemplo muy conocido es el del oso de peluche, que es un múñeco de algodón, que representa a un oso. Para poder fabricar a los muñecos, normalmente se utiliza la tela de peluche que ha dado origen al nombre.
En excavaciones en Pompeya, Italia, se encontraron prototipos o imágenes de peluches modernos, Se han encontrado diversos juguetes en forma de animales y pájaros en Siberia, Ucrania, y en otros lugares. En China se encuentran una gran cantidad de juguetes antiguos.
Algunos peluches son muy antiguos, como las muñecas de trapo caseras desde hace 193 años, que originalmente se hacían de paño, y de forma tradicional desde muy antiguo, con trozos de ropa vieja que ya no se utilizaban. Una de las características de los peluches es que suelen ser muy blandos, para este fin, en la mayoría de ellos, hoy día se utiliza el poliéster, tanto para el tejido como para el relleno.
El primer oso de peluche conocido, fue creado por el empresario e inventor estadounidense Morris Michtom en 1902, para ello, se inspiró en una fotografía que fue publicada en el periódico The Washington Post, en la que aparecía un oso que estaba atado a un árbol. El oso en cuestión era una forma de facilitar las cosas al presidente de los Estados Unidos Theodore Roosevelt un día que fue de cacería durante un conflicto transfronterizo entre los estados de Luisiana y Missisipi.
Michtom empezó a fabricar osos en serie y tuvieron gran éxito hasta llegar a nuestros días.
Algunas versiones señalan que, antes de él, la diseñadora alemana Apollonia Margarete Steiff, ya hacía animalitos de fieltro en una empresa que fue fundada en 1880 en la ciudad de Giengen an der Brenz, estado federado de Baden-Wurtemberg. La empresa todavía fabrica peluches, sin embargo, en la década de 1950, los animales no eran tan lindos, y en 1956 aparecieron ositos de peluche hechos con auténtica piel de oveja.
Actualmente, se han hecho peluches que incluso hablan, y son interactivos, para que los niños pequeños establezcan un vínculo de apego con el juguete como si fuera real.

## Usos
El uso más típico es el osito de peluche que usan los niños para dormir, pero también se suelen utilizar por Navidad o en otras fiestas.
El Día de San Valentín, y sin importar la edad, hay personas que se regalan peluches de San Valentín para poder celebrarlo, Otro caso, puede ser para el cumpleaños de alguien, en que se le regala un peluche de cumpleaños, o un peluche en forma de pastel. También sirven como regalo en las ferias, cuando se gana en un juego específico, el premio mayor puede ser un peluche gigante, aunque también hay promoción comercial con peluches de personajes patentados como los protagonistas del conglomerado Disney, De forma indirecta, pueden llegar a ser usados en la publicidad, como es en el caso de los peluches gigantes de Disneyland, como pueden ser La Bella y la Bestia, Mickey Mouse, Melody Mouse, Millie Mouse, y Minnie Mouse.

## Psicología
Los niños, al igual que los adultos, pueden establecer conexiones con sus peluches, a menudo durmiendo o abrazándolos para sentirse muy reconfortados. Pueden ser objetos sentimentales que reducen la ansiedad existencial, el Trastorno de ansiedad por separación, la autoestima y la Nictofobia, también se usan cuando están pasando por una situación muy incierta, En 2019, aproximadamente un tercio de los adultos británicos informaron que dormían con peluches, y casi la mitad había conservado sus juguetes de la infancia.
Los peluches pueden ayudar a los niños a aceptar y comprender aún más las emociones más complejas. Pues ellos, pueden aprender a controlar sus emociones haciendo roll-play con sus peluches.
Un estudio de la Universidad UV de Ámsterdam sugiere que tocar un peluche puede ayudar a aliviar la ansiedad existencial, entre otros síntomas, El estudio también sugiere a que el tacto puede aumentar las conexiones sociales entre las personas durante los periodos de ansiedad. 

## Producción

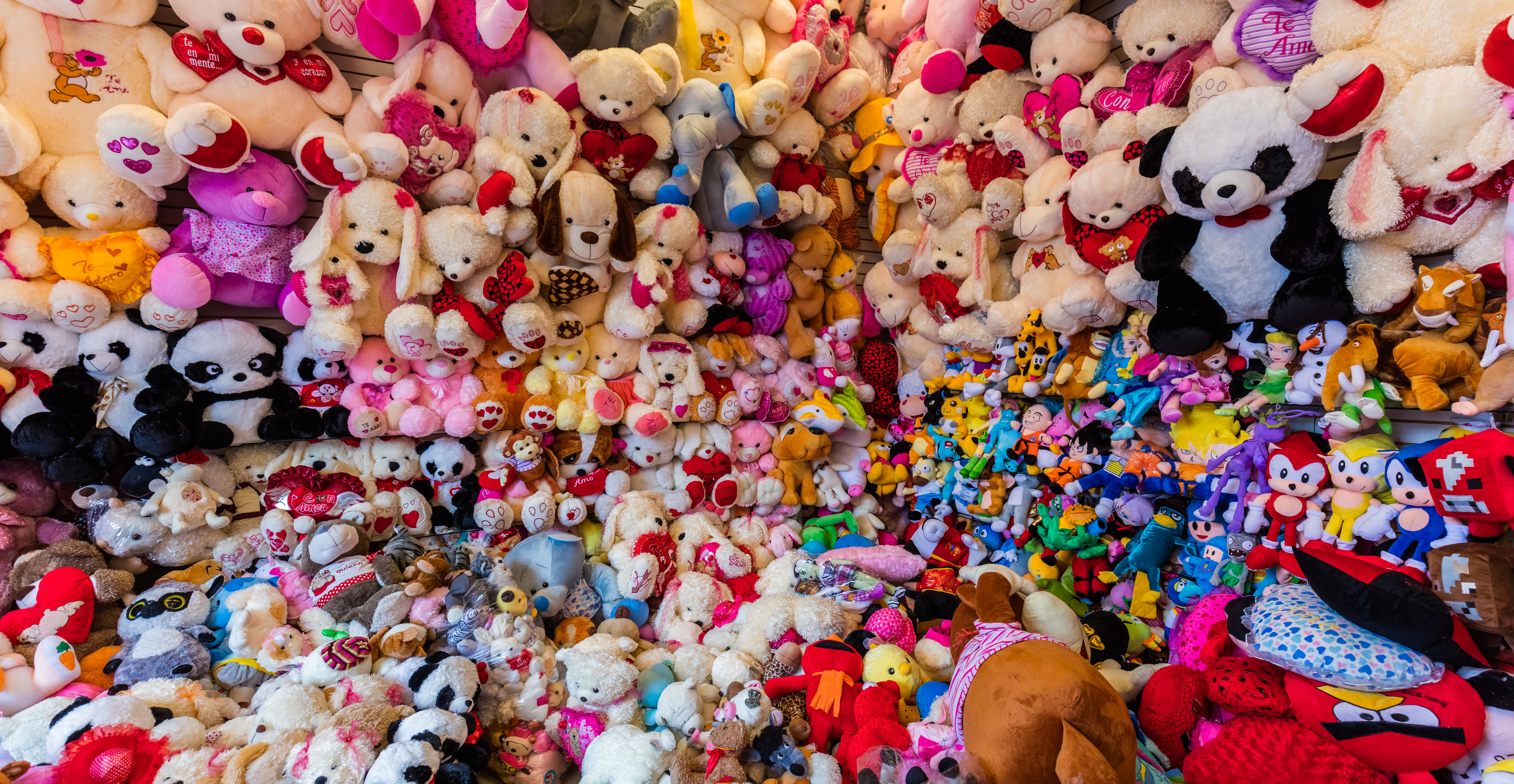
Una tienda de ositos de peluche en Lima, Perú

Originalmente, los peluches se fabricaban a partir de una variedad de materiales. Porque los primeros, se creaban con fieltro, lana peinada, tela desechable, o terciopelo, aunque para su fabricación, también se solía utilizar la seda, ya sea sola, o con un refuerzo de algodón, o mohair y se rellenaban con paja, crin o aserrín,  En 1892, Ithaca Kitty se convirtió en uno de los primeros juguetes de peluche producidos en masa en los Estados Unidos, que Arnold Print Works vendió como patrón impreso denominado como gato atigrado en muselina. Después de la Segunda Guerra Mundial, los fabricantes comenzaron a utilizar materiales sintéticos en la producción, y recién, en 1954, se produjo el que sería el primer oso de peluche fabricado con materiales fácilmente lavables, Actualmente, los peluches modernos suelen estar construidos con telas exteriores como tela lisa, textiles de pelo como el peluche o felpa, o a veces calcetines, Los materiales de relleno comunes incluyen fibra sintética, guata, algodón, paja, lana de madera, pellets de plástico y granos. Algunos juguetes modernos incorporan tecnología para moverse e interactuar con el usuario.
Los fabricantes venden dos tipos principales de peluches: con licencia, que son juguetes de personajes u otras propiedades con licencia, o básicos, que tienen la forma de animales comunes u otros temas no con licencia.
Los peluches también pueden ser caseros y confeccionados con numerosos tipos de tela o lana. Por ejemplo, el amigurumi que es un tipo tradicional de juguete de peluche japonés, tejido o hecho a ganchillo, que suele tener una cabeza grande y extremidades pequeñas para lucir muy lindo, pero al mismo tiempo, muy tierno.

## Impacto cultural, marketing y coleccionistas
Los peluches se encuentran entre los juguetes más populares, especialmente para los niños. Sus usos incluyen el juego imaginativo, objetos de consuelo, exhibición o colección, y regalos tanto a niños como a adultos en ocasiones como graduaciones, enfermedades, condolencias, el Día de San Valentín, la Navidad o los cumpleaños. En 2018, se estimó que el mercado global de peluches tenía un valor de US$7,98 mil millones, y se esperaba que el crecimiento en el público objetivo impulsara las ventas aún más.

### Modas

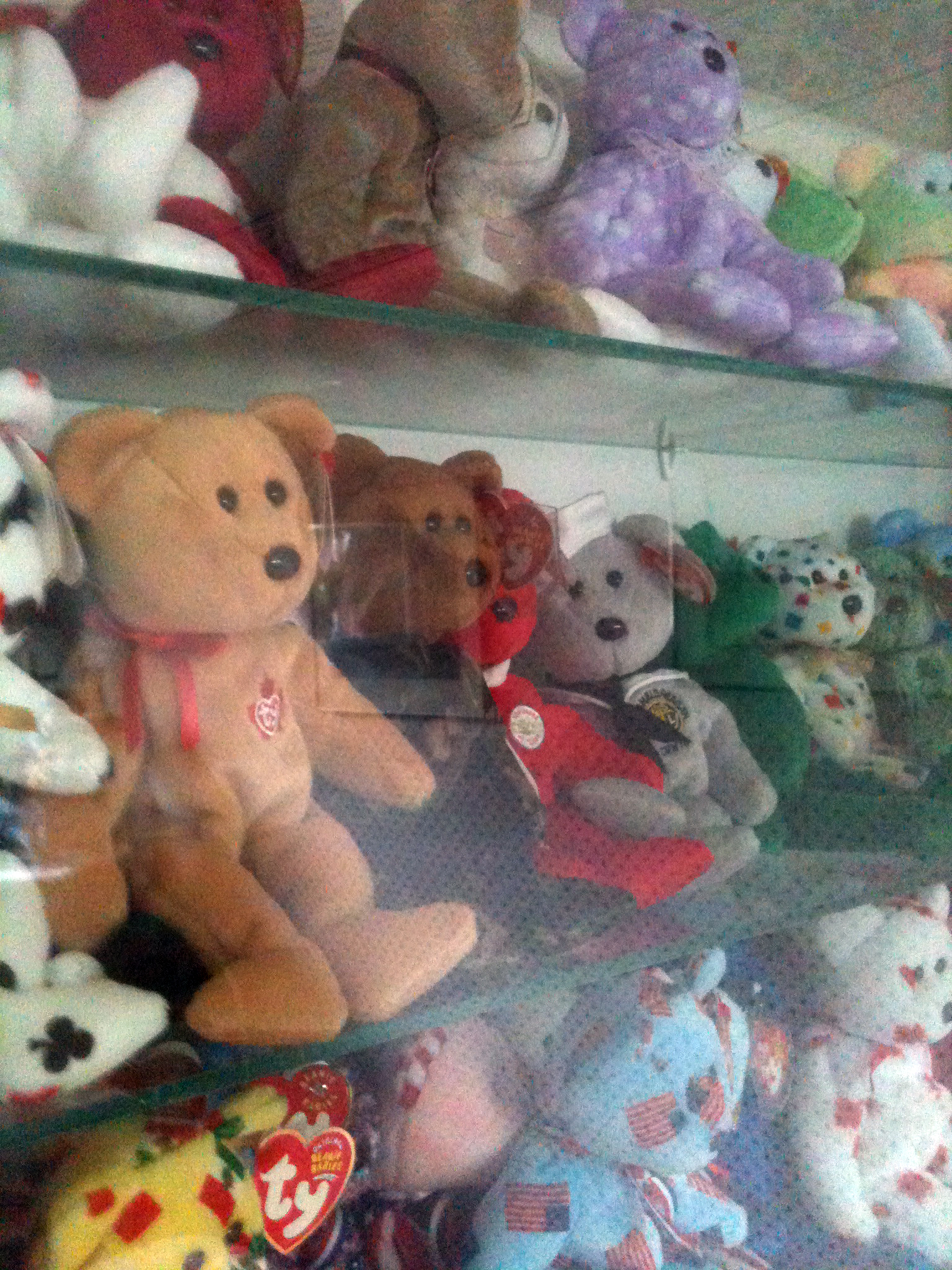
Algunos Beanie Babies en exhibición por un coleccionista.

Muchos peluches se han convertido en modas populares que han impulsado la industria en general. Los osos de peluche fueron una moda temprana que rápidamente se convirtió en un fenómeno cultural. Cerca de 100 años después, en la década de 1990, Ty Warner creó los Beanie Babies, una serie de animales rellenos de pellets de plástico. Los juguetes se convirtieron en una moda gracias a estrategias de marketing que aumentaron la demanda y fomentaron la colección. Pillow Pets, que se pueden plegar desde una almohada en un peluche, fue otra marca exitosa, lanzada en 2003 y vendiendo más de 30 millones de juguetes entre 2010 y 2016.
Otras modas recientes han involucrado juguetes combinados con tecnología. Tickle Me Elmo, un juguete de peluche que ríe y se agita basado en el personaje Elmo del programa de televisión denominado Plaza Sésamo, fue lanzado en 1996, y pronto estuvo en demanda, con algunas personas comprando y revendiendo el juguete por cientos de dólares, Esta gran popularidad, pronto desencadenó en modas similares, incluyendo el juguete de peluche parlante denominado Furby lanzado en 1998. y ZhuZhu Pets, una línea de hámsteres de peluche robóticos lanzados en 2009.
Internet también presentó una oportunidad para nuevas modas de peluches. En 2005, Ganz lanzó sus peluches, que fueron denominados Webkinz, cada uno de los cuales venía con un Código Secreto que daba acceso directo al sitio web de Webkinz World y a una versión virtual del juguete para jugar en línea. El éxito de Webkinz inspiró la creación de otros peluches que contenían códigos para desbloquear contenido digital, como los antiguos mundos en línea Club Penguin de Disney y Build-A-Bearville de Build-A-Bear Workshop. En 2013, Disney lanzó su primera colección de peluches Disney Tsum Tsum basados en personajes de diferentes propiedades de Disney. Inspirados en la popular aplicación del mismo nombre, los Tsum Tsum se lanzaron primero en Japón, con ejemplos de peluches con forma de mochi, antes de expandirse a los Estados Unidos. En 2021, los Squishmallows aparecieron como una moda popular en Internet y como un objeto de colección.